# 歩け走るな!
『歩け走るな!』（あるけはしるな、Walk, Don't Run）は1966年のアメリカ合衆国のコメディ映画。ケーリー・グラントの最後の出演作で、かつチャールズ・ウォルタースの最後の監督作である。テクニカラー作品。
1943年のロマンティック・コメディ映画『The More the Merrier 』（日本未公開）を、1964年東京オリンピック開催中の東京に舞台を変えてリメイクした作品。東京での撮影は東京オリンピックの翌年（1965年）10月に行なわれた。

## ストーリー
1964年、商用で東京にやって来た英国人実業家ウィリアム・ラトランド卿（ケーリー・グラント）は、予定より2日早く到着したものの、東京オリンピックでホテルが満室のため、部屋を取ることができない。英国大使館に相談するが埒があかず、ラトランドは大使館の掲示板に貼ってあったアパートの同居人募集の貼り紙を見つける。アパートの借り主である若い女性クリスティン・イーストン（サマンサ・エッガー）は「女性のみ」と記入することを忘れていたため同居を強引に承諾させる。
翌日、ラトランドは建築家の卵で米国のオリンピック選手のスティーヴ・デイヴィス（ジム・ハットン）と知り合う。ラトランド同様予定より早く到着したために選手村に入れず、 行き場のないスティーヴをラトランドは自分が宿泊しているクリスティーンのアパートに連れて行き、ラトランドはスティーヴを自室に住まわせることを勝手に決める。怒ったクリスティンは2人を追い出そうとするが、ラトランドから前払いでもらった金で着物を買ってしまったために返金が出来ず、仕方なく2人を置くことにする。
最悪の出会いをした3人だが、徐々に打ち解けて行き、特にクリスティーンとスティーヴはいいムードになる。そんな2人の恋のキューピッドになろうとラトランドは、2人の性格に欠陥があろうともそれとなく2人の仲を取り持とうとするが、クリスティーンには大使館員の婚約者ジュリアス・P・ハヴァーサック（ジョン・スタンディング）がいた。
スティーヴは何の競技に出場するのか何度聞かれても答えない。ラトランドは若いカップルのトラブルに介入するため、スーツを脱いでトランクスとTシャツになりスティーヴの出場する競歩に乱入する。

## キャスト
- ウィリアム・ラトランド卿: ケーリー・グラント - 老年の英国人実業家。母親がアメリカ人。
- クリスティーン・イーストン: サマンサ・エッガー - ラトランドに部屋を貸すことになってしまった女性。
- スティーヴ・デイヴィス: ジム・ハットン（英語版） - 建築家の卵。米国のオリンピック選手。競歩選手であることを隠す。
- ジュリアス・P・ハヴァーサック: ジョン・スタンディング（英語版） - 英国大使館儀典長第2秘書官。クリスティーンの婚約者。
- クラワ・アイコ: 高美以子 - クリスティーンの日本の友人。
- ユーリ・アンドレアビッチ: テッド・ハートリー（英語版） - スティーヴの友人。ロシアのオリンピック選手。
- ディミトリ: ベン・アスター - ロシアチームの監視役。ユーリが何度も接触するスティーヴを怪しむ。
- 警部: ジョージ・タケイ - スパイの疑いのかかったスティーヴらを取り調べる。
- アイコの父: 島田テル
- アイコの母: ロイス・キウチ

## 音楽
クインシー・ジョーンズが作曲および編曲を行ない、ペギー・リーと共に『Stay with Me 』と『Happy Feet 』を作曲した。トゥーツ・シールマンスのハーモニカとハリー・エディソンのトランペットを特徴としている。
映画の中でグラントは彼が出演した1963年の映画『シャレード』のテーマ曲を口笛やハミングで口ずさむ。

## 作品の評価

### 映画批評家によるレビュー
Rotten Tomatoesによれば、6件の評論のうち高評価は83%にあたる5件で、平均点は10点満点中7点となっている。

### 興行収入
興行収入750万ドルを上げ、全米のレンタル収入で450万ドルを上げた。1966年の映画で第24位の興行収入であった。